# Francesco Conti (cardinale)
Francesco Conti (Roma, 1470 circa – Roma, 29 giugno 1521) è stato un cardinale e arcivescovo cattolico italiano.

## Biografia
Nacque da Giacomo, appartenente ad una famiglia di splendida nobiltà, i Conti di Valmontone, e da Elisabetta Carafa; la sua famiglia annoverava già un pontefice e vari cardinali. Studiò giurisprudenza.
L'8 ottobre 1494 fu eletto arcivescovo di Conza e fu il terzo della sua famiglia a sedere sulla cattedra di Conza, che si trasmetteva nella sua famiglia dal 1455.
Il 1º luglio 1517 papa Leone X – cui era legato da rapporti di parentela: il padre era cugino di secondo grado della madre del papa Clarice Orsini – lo creò cardinale. Il 6 luglio dello stesso anno ricevette il titolo di San Vitale. Sempre nello stesso anno, l'11 settembre, rinunciò all'arcidiocesi di Conza.
Fu camerlengo del Sacro Collegio dal 1520 al 1521.
Morì a Roma e fu sepolto nella chiesa del suo titolo.
Ebbe alcuni figli illegittimi: Ottavio, Camillo, Stefano, Marzio, Giovanni e Giulia.

## Ascendenza
|                                                    |                                                    |                                                  | Genitori                               |  |  | Nonni |  |  | Bisnonni                                  |  |  | Trisnonni                             |  |
|                                                    |                                                    |                                                  |                                        |  |  |       |  |  | Aldobrandino Conti, signore di Valmontone |  |  | Giovanni Conti, signore di Valmontone |  |
|                                                    |                                                    |                                                  |                                        |  |  |       |  |  | Aldobrandino Conti, signore di Valmontone |  |  | Giovanni Conti, signore di Valmontone |  |
|                                                    |                                                    | Cecca da Ceccano                                 |                                        |  |  |       |  |  | Aldobrandino Conti, signore di Valmontone |  |  |                                       |  |
| Grato Conti, signore di Valmontone                 |                                                    |                                                  |                                        |  |  |       |  |  | Aldobrandino Conti, signore di Valmontone |  |  |                                       |  |
|                                                    |                                                    | Caterina di Sangro                               | Nicola I di Sangro, signore di Bugnara |  |  |       |  |  |                                           |  |  |                                       |  |
|                                                    |                                                    | Caterina di Sangro                               | Nicola I di Sangro, signore di Bugnara |  |  |       |  |  |                                           |  |  |                                       |  |
|                                                    |                                                    | Caterina di Sangro                               | …                                      |  |  |       |  |  |                                           |  |  |                                       |  |
| Giacomo Conti, conte di Valmontone                 |                                                    | Caterina di Sangro                               |                                        |  |  |       |  |  |                                           |  |  |                                       |  |
|                                                    |                                                    | …                                                | …                                      |  |  |       |  |  |                                           |  |  |                                       |  |
|                                                    |                                                    | …                                                | …                                      |  |  |       |  |  |                                           |  |  |                                       |  |
|                                                    |                                                    | …                                                | …                                      |  |  |       |  |  |                                           |  |  |                                       |  |
| …                                                  |                                                    | …                                                |                                        |  |  |       |  |  |                                           |  |  |                                       |  |
|                                                    |                                                    | …                                                | …                                      |  |  |       |  |  |                                           |  |  |                                       |  |
|                                                    |                                                    | …                                                | …                                      |  |  |       |  |  |                                           |  |  |                                       |  |
|                                                    |                                                    | …                                                | …                                      |  |  |       |  |  |                                           |  |  |                                       |  |
| Francesco Conti                                    |                                                    | …                                                |                                        |  |  |       |  |  |                                           |  |  |                                       |  |
|                                                    | Antonio "Malizia" Carafa, signore di Pescolanciano | Giovanni Carafa                                  |                                        |  |  |       |  |  |                                           |  |  |                                       |  |
|                                                    | Antonio "Malizia" Carafa, signore di Pescolanciano | Giovanni Carafa                                  |                                        |  |  |       |  |  |                                           |  |  |                                       |  |
|                                                    | Antonio "Malizia" Carafa, signore di Pescolanciano | Mariella Mariscalco                              |                                        |  |  |       |  |  |                                           |  |  |                                       |  |
| Francesco Carafa, signore di Torre del Greco       | Antonio "Malizia" Carafa, signore di Pescolanciano |                                                  |                                        |  |  |       |  |  |                                           |  |  |                                       |  |
|                                                    |                                                    | Brisa Farafalla                                  | …                                      |  |  |       |  |  |                                           |  |  |                                       |  |
|                                                    |                                                    | Brisa Farafalla                                  | …                                      |  |  |       |  |  |                                           |  |  |                                       |  |
|                                                    |                                                    | Brisa Farafalla                                  | …                                      |  |  |       |  |  |                                           |  |  |                                       |  |
| Elisabetta Carafa                                  |                                                    | Brisa Farafalla                                  |                                        |  |  |       |  |  |                                           |  |  |                                       |  |
|                                                    |                                                    | Giovan Luigi Origlia, signore di Vico di Pantano | …                                      |  |  |       |  |  |                                           |  |  |                                       |  |
|                                                    |                                                    | Giovan Luigi Origlia, signore di Vico di Pantano | …                                      |  |  |       |  |  |                                           |  |  |                                       |  |
|                                                    |                                                    | Giovan Luigi Origlia, signore di Vico di Pantano | …                                      |  |  |       |  |  |                                           |  |  |                                       |  |
| Maria Ludovica Origlia, signora di Vico di Pantano |                                                    | Giovan Luigi Origlia, signore di Vico di Pantano |                                        |  |  |       |  |  |                                           |  |  |                                       |  |
|                                                    |                                                    | Anna Sanseverino                                 | …                                      |  |  |       |  |  |                                           |  |  |                                       |  |
|                                                    |                                                    | Anna Sanseverino                                 | …                                      |  |  |       |  |  |                                           |  |  |                                       |  |
|                                                    |                                                    | Anna Sanseverino                                 | …                                      |  |  |       |  |  |                                           |  |  |                                       |  |
|                                                    |                                                    | Anna Sanseverino                                 |                                        |  |  |       |  |  |                                           |  |  |                                       |  |